# فروشگاه کالای مذهبی
فروشگاه کالای مذهبی (انگلیسی: Religious goods store) که همچنین تحت عنوان فروشگاه هدایای مذهبی و فروشگاه ملزومات مذهبی نیز شناخته می‌شود، فروشگاهی است که مختص به تهیه اجناسی است که در انجام آداب و رسوم خاص مذهبی همانند بودیسم، تائوئیسم، دین‌های سنتی چینی، مسیحیت و اسلام و ادیان دیگر مورد استفاده قرار می‌گیرد.
این مغازه‌ها در سراسر ایران و ناحیه چین بزرگ و همچنین جوامع چینی خارج از کشور در تمام جهان، به تعداد زیادی وجود دارد.
به‌طور معمول در ایران، برای خرید قرآن، مفاتیح الجنان، اجناسی مانند تسبیح و بسیاری کالاهای دیگر به فروشگاه‌های کالای مذهبی مراجعه می‌کنند.
در مسیحیت، اغلب برای خرید کتاب و اجناس هنری مسیحی و وسایل نیایش در منزل، همچنین هدایایی همچون کتاب مقدس، گردن آویز صلیب برای مراسمی همانند غسل تعمید، تأیید، پیوند مقدس به فروشگاه‌های کالای مذهبی مراجعه می‌کنند.